# Дипин

## Фармакологическое действие
Дипин угнетает развитие пролиферирующей (разрастающейся) ткани, в том числе злокачественной.

## Показания к применению
Применяют для лечения хронических лимфолейкозов (рака крови, при котором источником опухолевого процесса являются лимфобласты /клетки костного мозга, из которых развиваются форменные элементы крови — лимфоциты), протекающих с опухолевидными разрастаниями, с содержанием лейкоцитов в крови свыше 75x10 л и при наличии резистентности (устойчивости) к лучевой терапии. Имеются данные об эффективности дипина при раке гортани, метастазах гипернефромы (проникновении клеток рака коры надпочечников в другие органы и ткани) и некоторых других опухолевых процессах.

## Способ применения
Вводят внутривенно или внутримышечно. Растворы готовят extempore(перед употреблением) в 2 или 4 мл изотонического раствора натрия хлорида (получают соответственно 1 % или 0,5 % раствор).
При хроническом лимфолейкозе начинают со введения 5 мг (1 мл 0,5 % раствора) ежедневно или 10 мг (2 мл 0,5 % раствора) через день. В дальнейшем интервалы между инъекциями могут удлиняться до 2-3 дней (в зависимости от эффекта и результатов гематологических исследований /исследований крови/). При хорошей переносимости и в случаях, когда 4-5 введений препарата в дозе 5-10 мг не приводят к уменьшению числа лейкоцитов, доза может быть увеличена до 15 мг (3 мл 0,5 % раствора). При очень быстром уменьшении числа лейкоцитов препарат вводят в дозе 10-5 мг с увеличением интервалов между инъекциями до 3-5 дней. Общая доза зависит от клинического эффекта и влияния на кроветворную систему; обычно общее количество препарата на курс лечения может быть доведено до 0,2 г (200 мг). Лечение препаратом должно проводиться под тщательным гематологическим контролем: каждые 2-3 дня определяют содержание лейкоцитов и тромбоцитов в периферической крови, еженедельно производят общий анализ крови. При уменьшении числа лейкоцитов до 30 млрд/л лечение дипином прекращают, учитывая последействие препарата, продолжающееся до 3-4 нед. Если число лейкоцитов вскоре вновь увеличивается, можно возобновить лечение дипином для закрепления терапевтического эффекта, назначая по 5 мг на инъекцию.
Лечение дипином желательно сочетать с применением кортикостероидов и общеукрепляющей терапии.
В случае выраженной анемии (снижения содержания гемоглобина в крови) назначение дипина сочетают с переливанием крови (эритроцитной массы — форменных элементов крови (эритроцитов), выделенных из цельной крови и предназначенных для переливания больному). При метастазах гипернефромы дипин вводят в дозе 30 мг (3 мл 1 % раствора) через 3 дня или 40 мг (4 мл 1 % раствора) через 4 дня. При медленном и незначительном уменьшении числа лейкоцитов и тромбоцитов процедуру повторяют 3 раза, затем дозу постепенно уменьшают до 20-5 мг. При резком уменьшении числа лейкоцитов и тромбоцитов дозу снижают после первой инъекции до 20-10 мг и увеличивают интервалы между введениями. При уменьшении числа лейкоцитов до 3,5×109/л и тромбоцитов до 100 млрд/л лечение прекращают. Обычно на курс лечения требуется 200—240 мг препарата; при необходимости лечение можно повторить через 1,5-2 мес, при содержании лейкоцитов в крови не ниже 5 млрд/л, тромбоцитов — не ниже 200 млрд/л.

## Побочные действия
Введение дипина прекращают при резкой лейкопении и тромбоцитопении (уменьшении числа лейкоцитов и тромбоцитов в крови), При необходимости переливают кровь, тромбоцитарную массу (форменные элементы крови /тромбоциты/, выделенные из цельной крови и предназначенные для переливания больному), назначают стимуляторы кроветворения, витамины. Рекомендуется переливание стимулирующих количеств крови. В отдельных случаях при применении дипина появляется тошнота и понижается аппетит.

## Противопоказания
Препарат противопоказан при хроническом лимфолейкозе (раке крови, при котором источником опухолевого процесса являются лимфобласты /клетки костного мозга, из которых развиваются форменные элементы крови — лимфоциты/) со спокойным течением заболевания (без выраженных опухолевых разрастаний); при лейкопенических и сублейкопенических формах (формах течения) лимфолейкоза; при тяжёлых заболеваниях печени и почек; тяжёлой анемии (снижении содержания гемоглобина в крови) и выраженной тромбоцитопении (уменьшении числа тромбоцитов в крови).